# Sdot Micha
Sdot Micha oder Sedot Mikha (hebräisch שְׂדוֹת מִיכָה Sdot Mīchah, deutsch ‚Felder Michahs‘) ist ein israelischer Moschav (landwirtschaftliche Siedlung) im Bezirk Jerusalem. In der Schefelah westlich von Bet Schemesch gelegen, ist Sdot Micha Teil der Regionalverwaltung Mateh Yehuda, Chevel Adullam. Im Jahr 2018 hatte er eine Einwohnerzahl von 391.

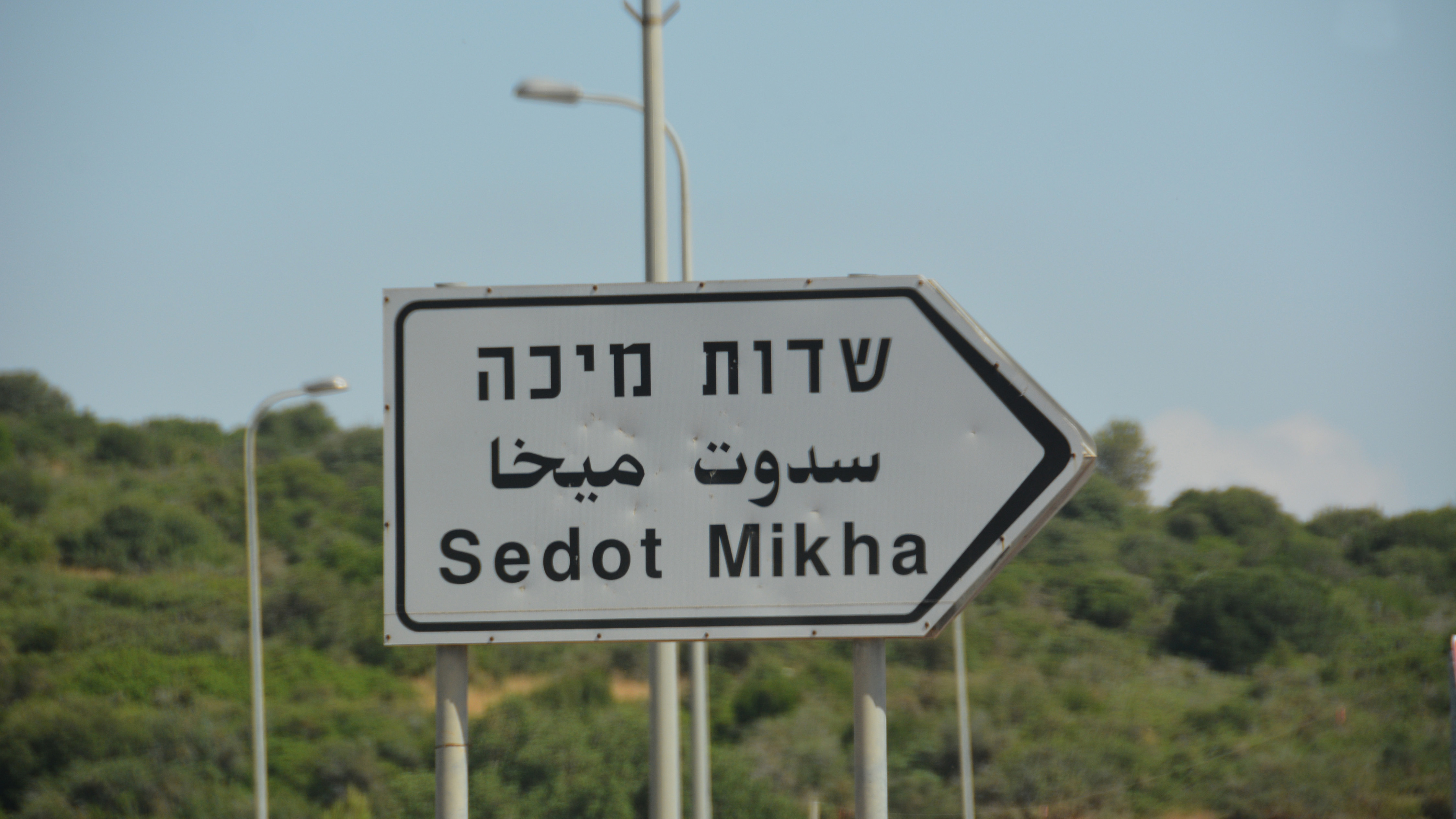
Schild an der Kreuzung vor Sdot Micha (Sedot Mikha, Juni 2019)

## Geschichte
Der Moschav wurde 1955 durch eingewanderte Juden aus Marokko gegründet und nach Micha Josef Berdyczewski benannt. Etwa 2 km nordnordöstlich befand sich bis 1948 das entvölkerte arabisch-palästinensische Dorf Al-Burayj (Bureij).

## Umgebung
Der Ort befindet sich im Tale Elah (hebräisch עמק האלה ʿEmeq haʾElah), 4 km nordwestlich der Stelle, wo David und Goliath miteinander gekämpft haben sollen. Der Fluss Elah (hebräisch נחל האלה Nachal haʾElah) verläuft südlich des Ortes, ist aber die meiste Zeit des Jahres ausgetrocknet.
Nur etwa 250 Meter nördlich beginnt die Luftwaffenbasis Sdot Micha, zu deren Existenz sich Israel nicht äußert und auf deren Gebiet verbunkerte, mobile Atomraketen vom Typ Jericho 2 und Jericho 3 stationiert sein sollen.